# Yūya Ozeki
Yūya Ozeki (jap. 尾関 優哉 Ozeki Yūya;  ur. 5 czerwca 1996 w Tokio) – japoński aktor dziecięcy. Sławę uzyskał dzięki roli w horrorze The Grudge – Klątwa.

## Wybrana filmografia
- 2002: Klątwa Ju-on jako Toshio[1][2][3][4]
- 2003: Klątwa Ju-on 2 jako Toshio
- 2004: The Grudge – Klątwa jako Toshio Saeki
- 2006: The Grudge – Klątwa 2 jako Toshio Saeki

## Nagrody
- 2005: Nominacja do Nagrody Teen Choice Awards: Ulubiona filmowa scena z krzykiem – za scenę, w której Toshio Saeki krzyczy na strychu[5] (ang. Teen Choice Award for Choice Movie: Scream Scene film)[6].